# 헤어스프레이 (2007년 영화)
《헤어스프레이》(영어: Hairspray)는 애덤 섕크먼이 감독을 맡고 뉴 라인 시네마가 제작, 배급한 2007년 미국과 영국의 뮤지컬 영화이다. 1988년 동명의 코미디 영화를 바탕으로 제작된 2002년 브로드웨이 뮤지컬을 각색하였으며, 1962년 볼티모어를 배경으로 유쾌한 뚱보 소녀 트레이시 턴블래드가 지역 TV 쇼 댄서로 스타덤에 오르고 인종 차별에 대항하는 이야기를 다루었다.
이 영화는 존 워터스의 1988년 영화 각본과 토머스 미언, 마크 오도널의 뮤지컬 각본을 각색하여 레슬리 딕슨이 각본을 썼으며, 애덤 섕크먼이 감독과 안무를 맡았다. 존 트러볼타, 미셸 파이퍼, 크리스토퍼 워컨, 어맨다 바인스, 제임스 마즈든, 퀸 라티파, 브리트니 스노, 잭 에프론, 일라이자 켈리, 앨리슨 재니 등이 출연하였으며 니키 블론스키가 주인공인 트레이시 턴블래드 역으로 등장한다. 영화에 등장하는 노래는 브로드웨이 뮤지컬의 노래를 작곡한 마크 셰이먼과 스콧 휘트먼이 맡았으며, 뮤지컬에서는 등장하지 않았던 새로운 네 곡의 노래도 등장한다.
북미와 유럽, 일본 등 동아시아 국가를 비롯해서, 전 세계 30여개 국에서 동시 개봉하였다. 《헤어스프레이》는 긍정적인 평가를 시작으로 성공적인 흥행 수익을 달성하였으며, 뮤지컬 영화 첫 주 성적 기록을 깨기도 하였다. 이 기록은 2008년 7월에 《맘마 미아!》, 뒤이어 10월에 《하이 스쿨 뮤지컬 3》이 개봉하기 전까지 유지되었다. 《헤어스프레이》는 현재 《그리스》, 《시카고》, 《맘마 미아!》에 이어 미국 뮤지컬 영화 부문에서 역대 4위의 흥행 수익을 기록하고 있다. 2007년 11월 20일 지역 코드 1의 홈 비디오가 출시되었으며, USA 네트워크는 《헤어스프레이》의 방영 판권을 구매하여, 케이블 텔레비전 USA 채널을 통해 2010년 7월 24일 방영하였으며, 자매 채널 브라보에서도 동시 방영하였다. 이듬해인 2011년 2월에는 지상파 채널인 ABC에서 방영하였다.

## 줄거리
1962년 5월 3일, 메릴랜드주 볼티모어에 살고 있는 뚱뚱하지만 쾌활한 고교생 트레이시 턴블래드(니키 블론스키 분)는 그녀의 아파트에서 걸어 나온다. ("Good Morning Baltimore") 무료한 학교 생활을 보내는 트레이시와 그녀의 가장 친한 친구인 페니 핑글턴(어맨다 바인스 분)의 유일한 버팀목은 집으로 달려가 가장 좋아하는 TV 쇼 〈코니 콜린스 쇼〉를 보는 것이다. 10대들의 댄스 쇼인 이 프로그램은 볼티모어의 지역 방송국 WYZT에서 평일 오후마다 방송된다. ("The Nicest Kids in Town").
이 쇼의 주연급 청소년들은 트레이시와 페니가 다니는 학교에 다니고 있는데, 거만함에 빠진 부유한 앰버 본터슬(브리트니 스노 분)과 그녀의 남자 친구이자 쇼를 리드하는 댄서 링크 라킨(잭 에프론 분)이 바로 그들이다. 앰버의 어머니 벨마(미셸 파이퍼 분)는 WYZT의 방송국장으로, 앰버를 가장 돋보이게 하고 〈코니 콜린스 쇼〉를 인종 차별적인 프로그램으로 만들기 위해 자신의 뜻을 굽히지 않는 인물이다. 코니 콜린스(제임스 마즈든 분)와 그의 쇼 멤버들은 모두 백인으로, 흑인 청소년들은 그 달의 마지막 수요일에 지역 R&B 라디오 DJ이자 노스 애비뉴(North Avenue)에서 레코드 가게를 운영하는 수다쟁이 메이벨(퀸 라티파 분)이 진행하는 "흑인의 날"에만 출연할 수 있다.
트레이시의 어머니인 은둔 세탁부 에드나(존 트러볼타 분)와 페니의 어머니인 독실한 가톨릭 신자 프루디(앨리슨 재니 분)는 딸들이 TV 프로그램에 빠져있는 것에 문제가 있다고 생각한다. 반면 장난감 가게를 운영하고 있는 트레이시의 아버지 윌버(크리스토퍼 워컨 분)는 어머니들에 비해 훨씬 관대한 생각을 가지고 있다. 어느 날 쇼에서, 코니 콜린스는 쇼의 여성 멤버가 잠시 동안 부재하게 됨에 따라 새 멤버를 뽑는 오디션을 학교에 갈 시간인 낮에 열 것이라 예고한다. 트레이시가 오디션 장소에 도착하자, 벨마는 그녀가 뚱뚱하고 인종 차별과는 거리과 멀기에 오디션 요청을 거절한다. ("(The Legend of) Miss Baltimore Crabs") 트레이시는 학교 수업에 빠진 대가로 학교에 남아야 하는 벌칙을 받게 된다. 벌칙을 받는 교실에서 트레이시는 “흑인의 날”의 청소년들이 그 교실에서 춤 연습을 한다는 것을 알게 되고, 학생들 중 가장 춤을 잘추는 수다쟁이 메이벨의 아들 시위드(일라이자 켈리 분)와 친구가 되어 몇가지 R&B 춤을 배우게 된다. 벌칙을 끝내고 우연히 링크와 마주치게 된 트레이시는 그와 함께하는 인생에 대해 상상한다. ("I Can Hear the Bells") 무도회에서 춤을 추게 된 트레이시는 이것을 계기로 〈코니 콜린스 쇼〉의 주요 멤버로 고정 출연하게 된다. ("Ladies' Choice").
트레이시는 〈코니 콜린스 쇼〉의 가장 인기있는 멤버로 급부상하게 된다. 이로 인해 앰버는 그 해의 "미스 틴에이지 헤어스프레이"가 되는 기회에 위협을 받게 되고("The New Girl in Town"), 링크는 트레이시를 점점 좋아하게 된다. 트레이시는 유명한 미스터 핑키(제리 스틸러) 의상실의 후원도 받게 된다. 약간 이상한 성격의 미스터 핑키는 트레이시에게 그의 의상실인 헤프티 하이더웨이 부티크(Hefty Hideaway boutique)의 대변인이 되어줄 것을 제안한다. 트레이시는 에드나에게 매니저가 되어 헤프티 하이더웨이까지 함께 가자고 하고, 이를 통해 에드나의 광장 공포증도 사라지게 된다 ("Welcome to the 60’s").
학교에서 트레이시는 시위드에게 페니를 소개시켜주고, 둘은 서로에게 끌리게 된다. 어느 날 오후, 앰버가 트레이시를 모함하여 벌칙 교실로 보내자 링크도 일부러 문제를 일으키고 그곳에 따라가게 된다. 벌칙 교실에서 시위드는 트레이시와 페니, 링크를 수다쟁이 메이벨의 레코드 가게에서 열리는 플래터 파티에 초대하며 자신과 여동생 아이네즈(테일러 파크스 분)를 따라오게 한다("Run and Tell That"). 에드나는 가게에 찾아와 트레이시를 데려가려 하지만, 메이벨이 그녀를 설득하여 그곳에 머물게 한다("Big, Blonde and Beautiful"). 파티에서 메이벨은 벨마가 "흑인의 날"을 폐지하였다는 사실을 밝힌다. 트레이시는 이에 반발하여 메이벨에게 시위 행진을 제안하고, 미스 틴에이지 헤어스프레이 선발 대회 하루 전인 다음 날 오후에 방송국까지 행진을 하기로 계획한다. 대회에서 노래를 불러 업계 관계자들에게 발탁될 계획을 가지고 있던 링크는 행진에 참가하지 않기로 결정하고, 트레이시는 그의 결정에 실망한다. 파티가 끝나고 에드나는 윌버의 장난감 가게로 가서 그와 함께 지내기로 결정한다. 이때 음모를 꾸미고 있던 벨마는 윌버의 가게로 가서 그를 유혹한다("Big, Blonde and Beautiful (Reprise)"). 에드나가 도착하자 벨마의 의도대로 그녀는 윌버가 자신을 배신하였다고 믿고 매우 슬퍼하게 된다. 벨마에 대한 증오를 갖게 된 에드나는 트레이시가 쇼에 나가지 못하도록 한다. 하지만 트레이시의 도움으로 윌버와 에드나는 극적으로 화해하게 된다("(You're) Timeless to Me").
다음 날 아침, 트레이시는 몰래 집을 빠져나와 시위 행진에 참가하지만("I Know Where I've Been"), 벨마가 준비해둔 경찰들에 의해 도중에 중단되고 만다. 결국 시위대 전체가 체포되고, 트레이시는 가까스로 빠져나와 핑글턴의 집으로 도망친다. 페니는 지하실의 방공호에 트레이시를 숨겨주지만, 프루디는 트레이시를 발견하고 지하실에 가둔 후 페니를 2층 침대에 밧줄로 묶고 경찰을 부르러 간다. 윌버의 보석금을 통해 풀려난 시위드와 친구들은 집으로 잡입해 트레이시와 페니의 탈출을 돕는다. 일행은 미스 틴에이지 헤어스프레이 대회에 들어갈 계획을 꾸민다. 한편, 링크는 트레이시를 보고자 그녀의 집으로 찾아오고, 그녀에 대한 자신의 사랑을 깨닫게 된다. 시위드와 페니 또한 집에서 탈출하는 동안 자신들의 사랑을 확인하게 된다("Without Love").
대회가 진행되자("(It's) Hairspray"), 벨마는 WYZT 방송국 주변에 경찰을 배치하여 트레이시의 접근을 막고, 전화 집계의 표도 조작하여 앰버가 우승하도록 유도한다. 페니는 변장한 에드나와 함께 방송국에 도착하고, 윌버와 시위드, 흑인의 날 청소년들은 트레이시가 "울트라 클러치" 헤어 스프레이 모형에 숨어 스튜디오에 몰래 잠입할 수 있도록 돕는다. 흑인의 날 청소년들이 잠근 문을 열기 위해 경찰들이 헤어 스프레이 모형으로 문을 부수고, 트레이시는 모형에서 빠져나와 제 시간에 행사장에 도착하여 미스 틴에이지 헤어스프레이 댄스 콘테스트에 참여하게 된다. 링크는 앰버를 벗어나 트레이시와 함께 춤을 춘다. 링크는 메이벨과 함께 방송국에 온 아이네즈를 데리고 대회 무대에서 춤을 추게 한다.
모두의 예상을 뒤집고, 아이네즈가 대회에서 가장 많은 표를 받게 되어 〈코니 콜린스 쇼〉의 정식 대표 댄서가 된다. 결과에 당황한 벨마는 자신의 실망한 감정을 표출하며, 딸에게 자신이 투표 수를 조작하였다는 사실을 알려준다. 에드나와 윌버는 이 장면을 몰래 카메라로 찍어서 생방송으로 내보내고, 이것을 계기로 벨마는 프로그램에서 해고된다. 링크와 트레이시가 키스로 서로의 사랑을 확인하는 것으로 〈코니 콜린스 쇼〉의 무대는 절정에 이른다("You Can't Stop the Beat").

## 출연

### 주역
- 니키 블론스키 - 트레이시 에드나 턴블래드 역: 영화의 주인공. 춤을 사랑하는 낙관적인 성격의 뚱뚱한 10대 소녀이다. 트레이시의 피부색을 따지지 않는 자유분방한 성격은 그녀를 〈코니 콜린스 쇼〉의 인종 차별을 깨는 선구자로 이끈다. 《헤어스프레이》는 신인인 니키 블론스키의 첫 번째 정식 작품이다.[8][9]
- 존 트러볼타 - 에드나 턴블래드 역: 트레이시의 어머니, 자신의 살을 부끄러워하여 광장공포증을 겪는다. 트러볼타처럼 남자가 여장을 하고 에드나의 역할을 맡는 것은 1988년 원작 영화에서 여장남자 디바인이 에드나 역할을 맡는 것을 시작으로 계속되어 왔다.[10][11] 뉴 라인 시네마의 관계자는 원래 코믹한 역할을 많이 맡았던 로빈 윌리엄스나 스티브 마틴, 톰 행크스가 이 역할을 해줄 것을 기대했었다. 하지만 존 트러볼타가 프로듀서인 크레이그 제이든과 닐 메런의 압도적인 요청으로 이 역할을 맡게 되었는데, 가장 성공한 뮤지컬 영화 《그리스》의 주인공이라는 것이 주된 이유였다.[12]
- 미셸 파이퍼 - 벨마 본터슬 역: 영화의 악역. WYZT의 방송국장으로, 인종차별주의자이며 미스 볼티모어 크랩 출신이다. 주된 관심사는 자신의 딸 앰버가 주목을 받는 것과 코니 콜린스 쇼가 인종차별주의를 지속하는 것이다. 《헤어스프레이》는 파이퍼가 5년 만에 출연하는 영화이다. (《스타더스트》가 먼저 촬영에 들어갔으나 《헤어스프레이》 개봉 3주 후에 개봉되었다.)[13] 파이퍼와 트러볼타의 영화에서의 기묘한 인연은 (트러볼타는 《그리스》, 파이퍼는 《그리스 2》에 출연) 제작진들 사이에서도 화제가 되었다.[13] 실제로 트러볼타는 파이퍼가 악역을 맡아줄 것을 요청하였다.[11]
- 크리스토퍼 워컨 - 윌버 턴블래드 역: 트레이시의 아버지로, 턴블래드 가의 아파트 옆에 붙은 장난감 가게 "하디-하 헛"(Hardy-Har Hut)의 주인이다. 트러볼타는 워컨이 이 역할을 맡아주기를 원했고,[11] 결국에는 빌리 크리스털과[14] 짐 브로드벤트를[15] 밀어내고 윌버 역을 맡게 되었다.
- 어맨다 바인스 - 페니 핑글턴 역: 트레이시의 가장 친한 친구이자 조력자로, 인종차별주의자인 엄격한 어머니 프루디의 훼방에도 불구하고 시위드와 사랑에 빠지게 된다. 니켈로디언 TV 쇼와 영화 등에 출연한 경력이 있는 바인스는 이 영화의 10대 역할 중에서는 몇 안되는 유명 영화 배우이다.[16]
- 제임스 마즈든 - 코니 콜린스 역: 〈코니 콜린스 쇼〉의 사회자로, 인종차별을 강요하는 세력으로부터 쇼를 지키려고 하는 진취적인 성향의 인물이다. 코니 콜린스는 1950년대 후반부터 1960년대 초반까지 볼티모어에서 실제로 지역 TV 10대 댄스 쇼를 진행하였던 버디 딘이 바탕이 되었다.[17] 제임스 마즈든은 조이 매킨타이어와 《엑스맨》의 휴 잭맨과 같은 후보들을 제치고 이 역할을 맡게 되었다.[18]
- 퀸 라티파 - "수다쟁이" 메이벨 스터브스 역: 〈코니 콜린스 쇼〉의 "흑인의 날"을 진행하는 볼티모어 리듬 앤드 블루스 라디오 디스크 자키. 노스 애비뉴에 있는 레코드 가게의 주인이기도 하다. 퀸 라티파는 제이든·메런의 뮤지컬 영화 《시카고》에 출연하였으며, 섕크먼이 감독한 《브링 다운 더 하우스》에서 주연을 맡기도 하였다.[19] 그녀는 소울의 전설 아레사 프랭클린을 제치고 메이벨의 역할을 맡게 되었다.[14]
- 브리트니 스노 - 앰버 본터슬 역: 벨마의 건방진 딸이자 〈코니 콜린스 쇼〉를 리드하는 여성 댄서. 미스 틴에이지 헤어스프레이 대회에서 우승할 수 있는 기회를 놓칠 수도 있게 되고, 자신의 남자친구 링크와의 관계도 위협 당하게 되자 트레이시의 적이 된다. 브리트니 스노는 2004년에 섕크먼이 감독한 《패시파이어》에 출연한 경력이 있다.[18] 헤이든 패너티에어도 앰버 역으로 올라왔지만 NBC TV 시리즈인 《히어로즈》 출연을 이유로 제의를 거부하였다.[18]
- 잭 에프론 - 링크 라킨 역: 앰버의 남자친구이자 〈코니 콜린스 쇼〉를 리드하는 남자 댄서. 가수를 꿈꾸고 있으며 우연히 만나게 된 트레이시를 점점 좋아하게 된다. 링크의 캐릭터는 로큰롤 스타 엘비스 프레슬리와 영화 《그리스》의 대니 주코가 바탕이 되었다.[20][18] 디즈니 채널의 TV 영화 《하이 스쿨 뮤지컬》로 인기를 끌게 된 청소년 배우 잭 에프론은 섕크먼으로부터 "디즈니스럽게" 연기하라는 지도를 받았다.[18] 섕크먼의 누이인 행정 프로듀서 제니퍼 기브곳은 10대 스타가 상당한 수의 청소년 관객들을 모을 수 있을 것이라 보고 섕크먼에게 에프론을 택할 것을 추천하였다.[18]
- 일라이자 켈리 - 시위드 J. 스터브스 역: 메이벨의 아들. 숙련된 춤 실력으로 트레이시에게 몇가지 춤을 가르쳐주고 그녀의 친구인 페니와 사랑에 빠지게 된다. 켈리는 다른 쟁쟁한 오디션 경쟁자들과 몇몇 리듬 앤드 블루스 스타들과의 경쟁 끝에 시위드 역할을 맡게 되었다.[16][20]
- 앨리슨 재니 - 프루디 핑글턴 역: 페니의 어머니, 독실한 가톨릭교회 신자로 페니를 불량한 사회로부터 지켜내기 위해 엄격하게 키운다. 트레이시를 숨겨주는 페니를 밧줄로 묶고 가두지만 시위드가 구출하여 함께 탈출한다.

### 단역
- 폴 둘리 - 미스터. 해리먼 F. 스프리처 역: "울트라 클러치" 회사의 소유주이자 〈코니 콜린스 쇼〉의 주요 스폰서이다. 코니 콜린스 쇼를 인종차별적으로 만드는 것에 우선을 두고 있지만, 높은 제품 수익을 위해 대중의 의견을 따르게 된다.
- 테일러 파크스 - 리틀 아이네즈 스터브스 역: 메이벨의 막내 딸로, 춤에 아주 능숙하다. 이 역할은 루이지애나 주에서 백인들만이 다니던 학교에 처음으로 입학한 흑인 소녀 루비 브리지스가 캐릭터의 바탕이 되었다.[17]
- 제리 스틸러 - 미스터 핑키 역: 〈미스터 핑키의 헤프티 하이더웨이〉라는 이름의 의상실을 운영하고 있다. 트레이시를 의상실의 대변인으로 고용한다. 스틸러는 1988년 존 워터스의 영화에서 윌버 턴블래드 역할을 맡았다.
- 제인 이스트우드 - 미스 윔지 역: 트레이시의 지리학 선생님. 수업에 빠진 트레이시에게 벌칙 쪽지를 주고 이것을 계기로 그녀가 시위드와 만나게 된다.
- 네이딘 엘리스, 어리케이 라이스, 터니 매콜 - 다이너마이트와 헤프티 하이드웨이 종업원 역: 흑인의 날의 그룹 댄서 다이너마이트로 "The New Girl in Town"을 부르고, 헤프티 하이더웨이 종업원일 때는 "Welcome to the 60's"를 불렀다.

### 쇼 멤버
- 커티스 홀브룩 - 브래드 역
- 헤일리 포춘 - 태미 역
- 필립 스페이스 - 펜더 역
- 캐시 실바 - 브렌다 역
- 닉 바가 - 스케치 역
- 세라 제인 젠슨 - 셸리 역
- 제시 위퍼 - I.Q. 역
- 켈리 플레처 - 로 앤 역
- J.P. 퍼레리 - 조이 역
- 스펜서 리프 - 미키 역
- 로라 에드워즈 - 비키 역
- 태비사 루피언 - 베키 역
- 코리 고러위츠 - 빅스 역
- 조슈아 펠드먼 - 제시 역
- 베카 스웨이처 - 달라 역
- 에버렛 스미스 - 폴리 역
- 티퍼니 엔전 - 노린 역
- 브룩 엔전 - 도린 역

### 카메오
《헤어스프레이》는 주요 배우와 더불어 영화의 역사에 관련된 인물들이 카메오로 등장한다.
- 리키 레이크 - 윌리엄 모리스 탤런트 에이전트 #1 역,[21] (음성) "Mama, I'm a Big Girl Now" 노래(원작 영화의 트레이시 턴블래드 역)
- 애덤 섕크먼 - 윌리엄 모리스 탤런트 에이전트 #2 역(영화의 감독, 안무가), (음성) 프루디가 페니를 포박할 때 전축에서 흐르는 "Tied Up in the Knots of Sin".[21]
- 마크 셰이먼 - 윌리엄 모리스 탤런트 에이전트 #3 역(영화의 음악 담당) (음성) 프루디가 페니를 포박할 때 전축에서 흐르는 "Tied Up in the Knots of Sin".[21]
- 스콧 휘트먼 - 윌리엄 모리스 탤런트 에이전트 #4 역(영화의 음악 담당)[21]
- 존 워터스 - "이웃에 살고 있는 바바리맨" 역(원작 영화의 감독, 작가)
- 밍크 스톨 - 거리에서 바바리맨을 보고 담배를 피우는 여자 역(원작 영화의 태미 역). 뮤지컬 장면 "Welcome to the 60's"에서도 등장한다.
- 저말 심스 - 벌칙 교실의 흑인 청소년 역(협력 안무가)
- 앤 플레처 - 학교 양호 선생 역(협력 안무가)
- 잭 우들리 - 담배 피우는 선생 역(협력 안무가)

### 노래 카메오
- 머리사 재럿 위노커 - (음성) "Mama, I'm a Big Girl Now" 노래(원작 뮤지컬의 트레이시 역)
- 하비 파이어스틴 - (음성) "Mama, I'm a Big Girl Now" 노래(원작 뮤지컬의 에드나 역)
- 코리 레이놀즈 - (음성) "Trouble on the Line" 노래(원작 뮤지컬의 시위드 역). 이 노래는 "Big, Blonde and Beautiful" 장면 이후 메이벨이 흑인의 날 폐지를 말하기 전까지 잠깐 들을 수 있다.
- 아서 애덤스 - (음성) "Big, Blonde and Beautiful"에서 들을 수 있는 "Boink-Boink" 노래.
- 체스터 그레고리 - (음성) 트레이시가 벌칙 교실에서 시위드에게 자기 소개를 하는 장면에서 들을 수 있는 "Breakout" 노래.
- 에이미 앨런 - (음성) "Cooties" 노래(미국의 팝스타)

## 제작

### 제작 초기
브로드웨이 뮤지컬 《헤어스프레이》가 2003년 토니 상 8개 부문에서 수상하는 등 성공함에 따라, 1988년 존 워터스 영화의 저작권을 소유하고 있던 뉴 라인 시네마는 곡에 대한 판권을 사서 뮤지컬 무대를 바탕으로 한 영화를 만들기로 결정한다. 이 작업은 비슷하게 매체 변화 과정을 거친 멜 브룩스의 《프로듀서스》가 제작되고 있던 2004년 후반에 시작되었다.
브로드웨이 뮤지컬 《시카고》의 영화화를 통해 아카데미 상을 수상한 크레이그 제이든과 닐 메런이 《헤어스프레이》의 제작자로 발탁되었고, 존 트러볼타와 빌리 크리스털(짐 브로드벤트)을 각각 에드나와 윌버 턴블래드 역할로 캐스팅하는 것에 대한 논의가 시작되었다. 원작 뮤지컬의 각본을 쓴 토머스 미언과 마크 오도널이 영화 각본의 초안을 작성하였으며, 《미세스 다웃파이어》와 《프리키 프라이데이》와 같은 가족 코미디 영화의 각본을 주로 맡은 레슬리 딕슨이 여러 부분을 수정하여 각본을 최종 마무리하였다. 제이든과 메런은 영화의 감독을 누가 맡느냐에 대한 숙고 끝에 1년 후 《헤어스프레이》의 감독과 안무를 애덤 섕크먼이 담당하도록 결정한다. 섕크먼은 영화를 준비하면서 영화의 원작자인 존 워터스로부터 다음과 같은 조언을 들었다. "내가 했던 대로 하지 말고, 뮤지컬에서 했던 것처럼 하지 말라. 당신만의 독자적인 작품을 만들어라." 이러한 조언에도 불구하고, 섕크먼은 다음과 같은 자신의 뜻을 밝혔다. "《헤어스프레이》의 모든 방식은 존 워터스의 방식을 따른다."

### 영화에서 뮤지컬, 다시 영화로
딕슨은 영화의 각본을 맡으면서 뮤지컬 특유의 과장됨을 대폭 줄였다. 2007년 영화의 각본은 1988년 영화보다는 오히려 대부분 뮤지컬의 그것에 더 가깝다. 따라서 뮤지컬에서 변경된 원작의 몇가지 설정이 2007년 영화에서도 그대로 남아있게 된다. 대표적인 예로 1988년 영화의 몇몇 등장인물이 제외되고(알빈 호지파일, 프랭클린 본터슬, 태미 터너), 아크레스 유원지가 등장하지 않으며, 〈코니 콜린스 쇼〉를 벨마가 감독하게 된다.
《헤어스프레이》의 1988년 원작과 뮤지컬, 2007년 영화 사이에서 한 가지 눈에 띄는 변경사항은 2007년 영화에서 트레이시가 감옥에 가지 않는다는 것이다. 앞선 두 작품에서는 트레이시가 체포되어 다른 시위단과 함께 감옥에 가게 된다. 에드나는 2007년 영화에서 소심하고 내성적인 인물로 등장하는데, 1988년 영화와 뮤지컬에서는 이보다 더 심하게 내성적으로 묘사된다. 이 밖에도 수다쟁이 메이벨이 재즈계 은어로 말을 하는 버릇이 없어지고, 〈코니 콜린스 쇼〉의 멤버는 브로드웨이의 10명에서 20명으로 배로 늘어났다.
딕슨은 《헤어스프레이》의 각본을 각색하면서 뮤지컬 장면을 줄거리와 분리되게 연출하는 것이 아닌 인물들의 일상에 자연스럽게 어울리도록 배치하였다. 대표적인 장면으로는 "(You're) Timeless to Me"와 "I Know Where I've Been"이 있는데, "(You're) Timeless to Me"를 통해 벨마가 에드나와 윌버의 관계를 깨어 트레이시가 〈코니 콜린스 쇼〉에 출연할 수 없도록 유도하는 부가적인 이야기를 만들어냈다. 윌버가 에드나에게 사과를 하기 위해 부르는 이 노래는 본래 뮤지컬에서는 다른 사람들에게 장난조로 윌버와 에드나의 사랑을 알리는 것이 목적이었다. "I Know Where I've Been"의 경우는 메이벨이 감옥에서 빠져나와 혼자 부르는 노래였으나, 영화에서는 WYZT로 행진하면서 부르는 노래가 되었다. (뮤지컬에서는 "Big, Blonde, and Beautiful"에서 행진이 잠시 언급된다)
노래 "Big, Blonde, and Beautiful"은 원작 영화의 트레이시의 대사에서 영감을 받은 것이다. ("이제 볼티모어의 모든 사람들이 알게 될거야 : 나는 뚱뚱하고, 금발이고 아름다워!") 뮤지컬과 2007년 영화에서는 수다쟁이 메이벨이 이 노래를 부른다. 2007년 영화에 추가된 노래의 리프리즈는 에드나와 벨마가 부른다.

### 제작 준비와 섭외
《헤어스프레이》는 총 7500만 달러의 예산으로 제작되었다. 배역에 대한 공개 오디션은 애틀랜타, 뉴욕, 시카고 등지에서 진행되었다. 1100여명이 지원한 오디션이 끝나고, 이전에 전문적인 출연 경험이 없던 뉴욕 그레이트 넥의 고등학교 학생인 18세의 니키 블론스키가 트레이시 역으로 최종 확정되었다. 비교적 알려지지 않은 배우인 일라이자 켈리와 테일러 파크스도 비슷한 오디션 콘테스트를 통해 각각 시위드와 리틀 아이네즈 역할을 맡게 되었다. 존 트러볼타가 에드나 역으로 최종 확정되었고, 크리스토퍼 워컨 또한 윌버 역으로 출연이 결정되었다. 퀸 라티파, 제임스 마즈든, 미셸 파이퍼, 앨리슨 재니와 같은 유명 배우들도 각각 성인 역할인 수다쟁이 메이벨 역, 코니 콜린스 역, 벨마 본터슬 역, 프루디 핑글턴 역으로 뽑혔다. 청소년 스타인 어맨다 바인스와 잭 에프론은 트레이시의 친구 페니와 링크로 출연하게 되었고, 브리트니 스노는 라이벌 앰버 역으로 선정됐다. 1988년 영화에서 윌버 턴블래드를 연기했던 제리 스틸러는 이 영화에서는 미스터 핑키로 등장한다.
《헤어스프레이》 줄거리 반이 춤을 비중있게 다루고 있기 때문에, 섕크먼에게는 안무가 가장 주요한 논점이 되었다. 이를 해결하기 위해 그는 네 명의 보조 안무가과 함께 연기자와 150여 명의 댄서들을 대상으로 두 달의 예행 연습을 거쳤다. 출연자들은 주요 촬영이 시작되는 9월 전에 일레인 오버홀트의 지도로 한 주 동안 노래를 녹음하는 작업을 거쳤다.

### 주요 촬영
《헤어스프레이》의 주요 촬영은 2006년 9월 5일부터 12월 8일까지 캐나다의 토론토와 해밀턴 등지에서 이루어졌다. 영화의 설정상 배경 지역은 미국 메릴랜드주의 볼티모어로, 1988년 원작 영화의 촬영지이기도 하다. 하지만 2007년 영화에서는 뮤지컬 영화에 필요한 사운드 스테이지가 좀 더 잘 갖춰져 있는 토론토에서 대부분의 촬영을 진행하였다. 오프닝 장면의 도시 전경을 구름에서부터 비추며 내려오는 장면부터 문 앞에 신문을 배달하기까지의 장면은 영화에서 실제 볼티모어 시가지를 보여주는 유일한 장면이다.
영화의 대부분의 장면들은 토론토의 쇼라인 스튜디오에서 촬영하였다. 길거리 장면들은 던다스 스트리트 웨스트, 론세스발레스 애비뉴가 이용되었는데, 이 거리들에는 1960년대의 가게 간판이 몇 개 남아있기도 하다. 토론토의 로드 랜스다운 공립 학교의 외관과 내부가 고등 학교 외관을 연출하는 데 이용되었고, 해밀톤의 퀸 빅토리아 학교의 교실 또한 이용되었다. 퀸 빅토리아에서의 촬영은 11월 22일부터 12월 2일까지 진행되었는데, 학교는 영화 제작이 완료된 후 폐교할 예정이었다.
에드나를 표현하기에는 다른 사람들보다 매우 말랐던 트러볼타는 무거운 바디 수트를 입고 매 촬영마다 4~5시간 동안 분장을 해야만 했다. 트러볼타의 특징인 민첩한 춤 스타일은 에드나의 몸매와는 어울리지 않았다. 이에 섕크먼은 에드나의 춤 스타일을 월트 디즈니의 1940년 애니메이션 영화 《판타지아》의 〈시간의 춤〉 장면에 나오는 하마 발레리나를 바탕으로 하였다. 비록 초기의 슈트가 "앨프리드 히치콕 버전의 우울한 에드나"로 제작되었지만, 트러볼타는 자신의 특징을 줄이고 볼티모어 사투리를 사용하는 등 캐릭터를 살리기 위해 노력을 기울였다. 토니 가드너가 디자인한 바디 슈트는 가슴 위쪽에 사용된 겹으로 구성된 실리콘을 포함한 가벼운 화학 재료가 사용되었다. 이 슈트는 트러볼타의 수염도 가려줄 수 있어서 한낮에 메이크업을 하는 동안 자라나는 수염 문제를 해결할 수 있었다.

### 섕크먼의 영감
섕크먼은 《헤어스프레이》를 촬영하면서 일부 영화에서 받은 영감을 얻거나 차용된 장면들을 포함시켰다.
- 영화의 오프닝 장면 — 구름 위에서 땅으로까지 하강하는 볼티모어의 조감 장면 — 은 《웨스트 사이드 스토리》와 《사운드 오브 뮤직》의 오프닝 장면을 결합한 것이다.[12][42]
- 페니가 "You Can't Stop the Beat" 뮤지컬 장면에서 입은 드레스는 "Without Love" 장면에서 나오는 그녀의 침실 커튼으로 만든 것이다. 이것은 《사운드 오브 뮤직》에게 보내는 존경으로, 이 영화에는 마리아가 오래된 커튼으로 본 트랩의 아이들에게 놀이옷을 만들어주는 장면이 있다.[43]
- 트레이시가 등장하는 여러 장면 중에서, "Good Morning Baltimore"에서 쓰레기 차를 타고 노래를 부르는 장면과 "Welcome to the 60's"에서 나오는 그녀의 새로운 헤어스타일은 뮤지컬 영화 《화니 걸》의 바브라 스트라이샌드에게서 직접적인 영향을 받았다.[12][42][44][45]
- "Without Love" 장면에서 링크는 액자에 담긴 트레이시의 사진을 보고 노래를 부르는데, 사진 속 그녀가 살아 움직이며 그와 함께 노래를 한다. 이 장면은 MGM 뮤지컬 《1938년의 브로드웨이 멜로디》에서 주디 갈런드가 "You Made Me Love You"를 부르며 배우 클라크 게이블의 액자 사진을 보고 기절하는 장면에서 영감을 받아 만들어졌다.[12]

### 1960년대의 설정
영화의 배경은 존 F. 케네디가 대통령을 집권했던 1962년의 메릴랜드주 볼티모어이다. 영화에서 보여주는 것처럼, 당시의 볼티모어 초기 주택들은 서로 붙어있는 구조로, 대부분이 1층에는 상점이고, 그 위층으로 집이 있는 로프트 하우스의 형태를 취했다. 영화의 오프닝에는 도로 중앙에 전차가 달리는 장면이 나온다. 그때 이래로 전차는 빠른 운송 수단 시스템이 등장하면서 사라졌다. 또한, 당시에는 영화처럼 머리를 벌집처럼 위로 부풀어 올린 다양한 비하이브 헤어스타일도 볼 수 있었다.
많은 60년대 문화가 고증을 거쳐서 영화에 등장하였다. 볼티모어 거리 풍경을 조성하는데는 2주를 소모하였는데, 거리의 도로 표지는 당시 시대에 맞게 개조했으며 60년대의 차량으로 거리를 메웠다. 헤어스타일과 의상은 60년대 초 고교 졸업 앨범 속 사진이나 〈Look〉, 〈Like〉와 같은 옛날 잡지들을 참고하기도 하였으며, LA의 여러 의상실을 찾아가 조사하기도 하였다.

## 뮤지컬 장면
- "Good Morning Baltimore" – 트레이시
- "The Nicest Kids in Town" – 코니와 쇼 멤버
- "It Takes Two" – 링크(마지막 부분만)
- "(The Legend of) Miss Baltimore Crabs" – 벨마와 쇼 멤버
- "I Can Hear the Bells" – 트레이시
- "Ladies' Choice" – 링크
- "The Nicest Kids in Town (Reprise)" – 코니와 쇼 멤버
- "The New Girl in Town" – 앰버, 태미, 셸리, 다이너마이트
- "Welcome to the 60's" – 트레이시, 에드나, 다이너마이트, 헤프티 하이더웨이 종업원
- "Run and Tell That" – 시위드, 리틀 아이네즈, 벌칙반 아이들
- "Big, Blonde, and Beautiful" – 수다쟁이 메이벨
- "Big, Blonde, and Beautiful (Reprise)" – 에드나와 벨마
- "(You're) Timeless to Me" – 에드나와 윌버
- "I Know Where I've Been" – 수다쟁이 메이벨과 동료들
- "I Can Wait" – 트레이시(삭제 장면)
- "Without Love" – 링크와 트레이시, 시위드, 페니
- "(It's) Hairspray" – 코니와 쇼 멤버
- "You Can't Stop the Beat" – 트레이시, 링크, 페니, 시위드, 에드나, 모터마우스 메이벨, 동료들
- "Come So Far (Got So Far to Go)" – 퀸 라티파, 잭 에프론, 니키 블론스키, 일라이자 켈리(엔딩 크레디트)
- "Mama, I'm a Big Girl Now" – 리키 레이크, 머리사 재럿 위노커, 니키 블론스키(엔딩 크레디트)
- "Cooties" – 애이미 앨런(엔딩 크레디트)

### 노래의 제작과 변경
음악 제작자·작곡가·협력 작사가 마크 셰이먼과 협력 작사가 스콧 휘트먼은 영화에 맞게 가사의 일부를 바꾸는 등(예시: "(The Legend of) Miss Baltimore Crabs", "Big, Blonde, and Beautiful", "You Can't Stop the Beat") 그들의 뮤지컬 《헤어스프레이》 노래를 다양한 형태로 바꿔야 했으며, 일부 노래를 영화에서 제외해야 하기도 했다.
뮤지컬에서 유명한 노래 "Mama, I'm a Big Girl Now"는 트레이시와 페니, 앰버가 각자 자신의 어머니와 말싸움을 하는 노래이다. 애덤 섕크먼과 레슬리 딕슨은 화면을 세 개로 분할하는 것을 필요로 하지 않았기 때문에 ― 피하고 싶었기 때문이라고도 한다 ― "Mama"의 촬영을 해결할 방법이 없었으며, 이 노래가 줄거리 전개에 적당히 들어갈 부분이 없다고 느꼈다. 결과적으로 "Mama"는 어쩔 수 없이 초기 제작 단계에서 빠지게 되었고, 대신 셰이먼은 이 곡을 코니 콜린스 쇼의 멤버들이 "총 맞은 닭" 춤을 출 때의 연주곡으로 사용하였다. 2007년 5월에는 엔딩 크레디트에 추가된 "Mama"의 특별판을 녹음하였는데, 마지막 녹음 과정에는 지금까지 트레이시 턴블래드 역을 맡았던 1988년 영화의 리키 레이크, 브로드웨이 오리지널 캐스트인 머리사 재럿 위노커, 2007년 영화의 니키 블론스키가 노래에 참여하였다. 브로드웨이 뮤지컬에서 에드나의 역할을 맡았던 하비 파이어스틴 또한 "Mama"의 엔딩 크레디트 버전에서 간단한 카메오로 잠깐 등장한다.
링크의 솔로곡인 "It Takes Two"는 본래 뮤지컬의 장소(〈코니 콜린스 쇼〉에서 트레이시의 첫 출연 때)에서 초반의 〈코니 콜린스 쇼〉 장면으로 옮겨가 영화에서는 노래의 마지막 부분만 등장한다. 또한, 이 노래의 배경음악은 "The Nicest Kids in Town"의 리프리즈가 끝난 후에 들을 수 있다. 뮤지컬에서 앰버가 부른 솔로곡 "Cooties"는 영화에서 미스 틴에이지 헤어스프레이 댄스 경연의 연주곡으로 사용된다. 이 노래도 "Mama, I'm a Big Girl Now"처럼 에이미 앨런이 부르는 팝 버전으로 엔딩 크레디트에 등장한다.
1988년 영화와 뮤지컬에서 등장했던 "매디슨"이라는 옛날 춤 공연은 이 영화에서 새롭게 작곡된 노래이자 링크가 솔로로 부르는 "Ladies' Choice"로 교체되었다. 매디슨의 춤 스텝의 일부는 "You Can't Stop the Beat"의 뮤지컬 장면에서 등장하는데, 뮤지컬에서 불렸던 노래는 수다쟁이 메이벨의 플래터 파티에서 "Boink-Boink"라는 제목으로 들을 수 있다. "The Big Dollhouse"는 영화에서 등장하지 않고 오직 뮤지컬에서만 들을 수 있는 노래이다.
셰이먼과 휘트먼은 2007년 영화를 위해 링크가 솔로로 부르는 "Ladies' Choice", 엔딩 크레디트에서 퀸 라티파, 니키 블론스키, 잭 에프론, 일라이자 켈리가 부르는 "Come So Far (Got So Far to Go)"를 새롭게 작곡하였다. 2007년 영화에서 새롭게 등장한 또 다른 노래는 "The New Girl in Town"으로, 뮤지컬 무대에서 이미 작곡이 된 노래였으나 필요하지 않아 공연에서는 제외되었다. 애덤 섕크먼 감독은 이 노래를 이전의 《헤어스프레이》에서는 등장하지 않았던 트레이시가 유명해지는 과정을 담은 몽타주, 메이벨의 "흑인의 날" 쇼케이스 장면의 배경음악으로 사용하기로 결정하였다.
셰이먼과 휘트먼이 작곡한 또 하나의 노래는 "I Can Wait"라는 제목의 발라드로, "Good Morning Baltimore"의 리프리즈를 대신할 트레이시의 솔로곡이었다. "I Can Wait"는 원래 영화의 한 장면으로 쓰일 예정이었으나(프루디의 지하실에서 갇혀있을 때 부름), 최종 완성판에서는 삭제되었다. "I Can Wait"의 음원은 iTunes에서 《헤어스프레이》의 사운드트랙을 예약 주문한 고객들에게 스페셜 보너스 트랙으로 제공되었으며, 삭제된 장면은 영화 DVD의 스페셜 피쳐로 포함되어 있다.
후반 제작은 로스앤젤레스에서 이루어졌다. 작곡가이자 협력 작사가인 마크 셰이먼은 영화 음악을 계속해서 작업하였는데, 할리우드 심포니 오케스트라를 섭외하여 노래와 부가 스코어에 들어갈 연주를 녹음하였다.

## 개봉과 평가

### 극장 반응
헤어스프레이는 2007년 7월 20일 북미의 3,121개 극장에서 개봉을 시작하였다. 이는 현대 뮤지컬 영화 중에서 가장 큰 개봉 규모이다. 개봉 첫 주에는 《척 앤 래리》와 《해리 포터와 불사조 기사단》에 이어서 27,476,745 달러의 수익을 달성하였다. 이를 통해 헤어스프레이를 개봉 첫 주 가장 높은 수익을 거둔 뮤지컬 영화가 되었다. 후에 이 기록은 《맘마 미아!》가 27,605,000 달러의 개봉 첫 주 수익을 달성하면서 갱신되었다. 《헤어스프레이》는 미국 영화 역사에서 《록키 호러 픽쳐 쇼》(1억 1,280만 달러)와 개봉되기 일곱 달 전에 개봉했던 《드림걸스》(1억 300만 달러)를 뛰어넘어 네 번째로 높은 수익을 달성한 영화로 기록되었다. 영화의 극장 상영은 2007년 10월 25일에 종료되었다. 《헤어스프레이》는 북미에서 118,871,849 달러, 전 세계에서 202,548,575 달러의 흥행 수익을 달성하였다. 해외 수익은 영국(2,580만 달러), 오스트레일리아(1,440만 달러), 일본(800만 달러), 이탈리아(460만 달러), 프랑스(390만 달러), 스페인(380만 달러)을 포함한다. 이를 통해 《헤어스프레이》는 1978년의 《그리스》(3억 9,500 달러)와 《시카고》(3억 700만 달러)레 이어 세계 수익 2억 달러를 세 번째로 넘은 영화가 되었다. 또한 2007년에 일곱 번째로 높은 흥행 수익을 달성한 PG 등급 영화가 되었으며, 여름에 함께 개봉했던 《오션스 13》(1억 1700만 달러)와 《에반 올마이티》(1억 달러)보다 높은 흥행 수익을 달성하였다.
영화가 개봉하기 2주 전, 《헤어스프레이》 영화의 노래 가사집이 극장에서 배포되었다. 이 가사집에는 관객과 영화가 소통할 수 있도록 각 노래의 제목과 함께 가사를 실었다. 2008년 1월 4일, 《헤어스프레이》는 존 트러볼타의 질의응답 시간과 사인회를 위해서 뉴욕과 로스앤젤레스에서 한 주 동안 재개봉되었다.

### 전문가 평
《헤어스프레이》는 로저 이버트, 뉴욕 타임스, 보스턴 글로브 등의 영화 평론가들로부터 열광적인 찬사를 받았으며, 워터스의 영화보다는 못하다는 소수 평가도 받았다. 메타크리틱에서 손꼽히는 작품이 되어 평균 81%의 점수를 달성하였으며, 로튼 토마토에서는 91%의 신선도를 기록하면서 열광적인 반응의 리뷰가 이어지면서, 2007년 최고의 리뷰를 받은 영화가 되었다. 크리스천 사이언스 모니터의 피터 레이너는 2007년 4번째 베스트 영화로 선정했다. 또한 뉴욕 포스트의 루 루메닉은 2007년의 9번째 베스트 영화로 선정하였다.
로저 이버트는 별 4개 중 3.5개를 주며, "수없이 많은 교묘함과 교활함이 1960년대의 엉뚱함 아래에 숨어있다. 그러나 요점은 줄거리가 아니라 영화가 담고 있는 활력이다. 니키 블론스키와 같은 영화의 중심부가 없었다면, 영화는 실패로 끝났을 것이다. 그러나 영화를 보는 모든 사람들은 그녀의 행복을 느낄 수 있다..."고 언급하였다. 이버트는 또한 영화에서 대해서 다음과 같은 말을 남겼다. "워터스가 만들었을 영화보다 조금 더 순수하다..." 셔노이 크로니클의 크리슈나 셔노이는 영화를 "섕크먼의 걸작"이라고 칭하고 전작과는 다른 방향의 작품이며, 무거운 주제를 잘 다루어낸 유쾌한 코미디라고 평했다. 뉴욕 포스트의 루 루메닉은 다음과 같이 영화를 극찬했다. "21세기 들어 지금까지 나온 뮤지컬 각색 영화들 중 최고의 작품이자 가장 재미있는 작품이다 — 물론 오스카 수상작인 《시카고》도 포함해서 말이다." 또한 "최근 중에 최고로 캐스팅이 잘된 영화 중 하나..."라고도 평하였다. 뉴욕 데일리 뉴스의 평론가 잭 매슈스는 영화를 다음과 같이 평했다. "관객을 폭발적으로 지겹게 만드는 이 오락물과의 만남은 CGI 효과와 함께 계속, 계속, 계속된다"는 악평을 달았다. 볼티모어 선의 마이클 슈레이고는 영화 리뷰에서 "총체적으로 볼 때, 《헤어스프레이》와 같은 영화의 즐거움은 섕크먼과 같은 감독/안무가만이 줄 수 있다."는 의견을 보였으며, 섕크먼에 대해서는 "매시트 포테이토와 같은 열광적인 한 시대의 춤을 정확히 재창조한 것 뒤로 새천년의 활기가 보인다"는 평을 남겼다. 빌리지 보이스는 영화의 치기 어린 낙관주의를 혹평하면서도 "《헤어스프레이》가 제정신이 아닌 꼴로 작별 인사를 하기 전까지 1950년대의 순진함의 요약본은 제임스 마즈든"이라고 평하였다. 시네 21의 소설가 김애란 또한 자신의 리뷰에서 "《헤어스프레이》는 작은 선(善)이 큰 악(惡)을 향해 벌이는 외로운 싸움이 아니라, 큰 선(혹은 다수의 좋은 사람들)이 작은 악을 물리치는 얘기로 끝을 맺는다. 영화 속 볼티모어 사람들의 화려한 축제는 텔레비전 안에 그대로 갇혀버린 채 끝나는 것처럼 보인다. 순전히 '즐겁자'고 만든 영화를 정색하며 살피긴 멋쩍지만 이왕이면 그 즐거움이 개운한 것이었으면 하는 욕심은 어쩔 수 없다"는 의견을 남겼다.
더 뉴요커의 데이비드 덴비는 새로운 《헤어스프레이》에 대해 "완벽하게 유쾌함"을 느꼈다고 말하였다. 그러나 덴비는 뮤지컬과 영화를 비교하며 "그들[감독 애덤 섕크먼과 각본 작가 레슬리 딕슨]은 무대에 유쾌한 맛을 주었던 캠프 유머와 뮤지컬 특유의 우울함을 지웠다"는 비판적인 의견을 표했다. 덴비는 댄스 장면을 "상상력 없는 한 방"이라고 말하였으며, 배역에 대해서는 "하비 파이어스틴 대신에 존 트러볼타를 트레이시의 풍만한 엄마로 섭외한 것은... 확실한 배신이다."라며 불만을 표하였다. Salon.com의 스테퍼니 저캐렉은 《헤어스프레이》에 대해서 "당연히 재밌다. 하지만 우리가 정말 당연히 재밌는 걸 원할까? 워터스의 원작은 완벽하게 말이 되는, 정신 나간 무질서를 만들어냈다. 반면 이 《헤어스프레이》는 그 정신 나감을 말이 되게 하려고 쓸데없는 노력을 들였고, 그 과정에서 뭔가를 놓쳐버렸다"는 평을 남겼다. 저캐렉은 영화에 새로 들어간 라티파가 부르는 "I Know Where I've Been"에 대해서도 다음과 같이 흠을 잡았다. "감독은 아마도 영화에 심각한 요소를 집어넣었다고 믿었을지도 모른다... [하지만] 영화에 포함된 이 노래는 관객들이 상세히 설명 받지 않는다면 영화의 메시지를 이해하지 못할 것이라며 두려워하는 감독의 모습만을 제시하고 있다."

### 보이콧 논란
영화가 평론가와 관객들로부터 좋은 평을 받았음에도, 일부 게이 커뮤니티로부터 비판을 받았다. 비판의 대상은 1988년 영화에서 드랙퀸 디바인, 뮤지컬에서 하비 파이어스틴이 맡았던 에드나 역할을 맡은 존 트러볼타였다. 워싱턴 DC와 볼티모어 지역 온라인 게이 뉴스 사이트인 워싱턴 블레이드의 필자 케빈 내프는 새로운 《헤어스프레이》 영화의 보이콧을 선언하며, 트러볼타가 믿는 사이언톨로지가 명백히 동성애 혐오증을 표방하는 종교이고, 그가 호모섹슈얼리티적 성격을 "치유"하기 위한 워크숍을 후원했다고 주장하였다. 내프의 보이콧 선언에 애덤 섕크먼 감독은 트러볼타는 동성애 혐오증이 없으며, 그(섕크먼)와 워터스, 셰이먼, 휘트먼과 몇몇 제작진 스태프들이 게이가 된 것처럼 즐거웠으며 트러볼타도 함께 즐거워했다며 정적으로 반박하였다. 섕크먼은 덧붙여 다음과 같이 말했다. "존은 자신이 믿는 종교를 내 작업에 들이밀지 않았고, 나는 작업 내내 사이언톨로지라는 말을 들어본 적도 없다."

### DVD
《헤어스프레이》의 DVD 일반판과 HD 블루레이 디스크는 지역 코드 1번으로 2007년 9월 20일 출시하였다. 블루레이 디스크는 DTS-HD 마스터 오디오 7.1 채널로 제공된다. DVD 일반판은 1 디스크와 셰이크 앤 시미 에디션이라는 제목의 2 디스크, 총 두 가지 버전으로 출시되었다.
2 디스크의 보너스 피쳐는 오디오 코멘터리, 메이킹 다큐멘터리, 《헤어스프레이》의 역사, 영화 속 춤 강의, 트레이시의 "I Can Wait"를 포함한 삭제 장면, 춤 장면의 숨겨진 제작 과정 등을 담고 있다. 2 디스크로 출시된 블루레이 디스크의 경우 DVD 2 디스크의 구성을 모두 포함하고 있으며 영화가 재생되는 동시에 숨겨진 요소가 담긴 영상이 보여진다. HD DVD도 2008년에 출시될 예정이었으나 뉴 라인 시네마가 블루레이 독점 출시를 발표하고 시행에 옮겼기 때문에 전격 취소되었다.

## 무산된 후속편
《헤어스프레이》가 흥행에 성공하자 뉴 라인 시네마는 존 워터스에게 영화 후속편을 써줄 것을 요청하였다. 워터스가 감독이자 안무가인 애덤 섕크먼과 합작하고, 마크 셰이먼과 스콧 휘트먼 또한 영화의 뮤지컬 넘버 작곡에 참여할 예정이었다.
줄거리는 베트남 전쟁을 배경으로 트레이시가 겪는 1960년대 후반의 음악과 영국 음악의 침공을 뜻하는 브리티시 인베이전에 대해서 다룰 것으로 알려져 있었다. 섭외와 관련해 구체적으로 언급한 적은 없으나, 뉴 라인은 "오리지널 《헤어스프레이》 출연진에 맞먹는 수준"을 원했다. 존 트러볼타는 영화의 후속편에 출연하지 않을 것이라는 의사를 공식적으로 밝혔다.
후속편은 뉴 라인 시네마가 소유한 워너 브라더스 배급으로 2010년 7월 중순 개봉을 예정으로 두고 있었다. 하지만 2010년 6월 감독 섕크먼은 《헤어스프레이 2》를 더 이상 제작하지 않는다고 영국 언론을 통해 발표하였다. 제작자 중 한 명인 마크 셰이먼 또한 더이상의 속편은 없다고 공식 발표하였다.

## 수상 및 후보
다음은 《헤어스프레이》, 혹은 영화에 출연한 배우들이 수상하거나 후보로 지명된 상의 목록이다.
| 수상 경력 - 2008 MTV 영화 상 - Breakthrough Performance (남자) - 잭 에프론 - 2007 할리우드 영화 페스티벌 & 할리우드 어워드 - Hollywood Producers of the Year — 크레이그 제이든, 닐 메런 - Hollywood Supporting Actor of the Year — 존 트러볼타 - Hollywood Ensemble Acting of the Year Award — 뮤지컬/코미디 - 13회 크리틱스 초이스 어워드 - Best Acting Ensemble - Best Young Actress – 니키 블론스키 후보 명단 - 65회 골든 글로브 상 - Best Motion Picture, Musical or Comedy - Best Actress, Musical or Comedy — 니키 블론스키 - Best Supporting Actor — 존 트러볼타 - 13회 크리스틱 초이스 어워드 - Best Comedy Movie - Best Family Film - Best Song "Come So Far (Got So Far to Go)" |

## 같이 보기
- 《헤어스프레이 (뮤지컬)》
- 《헤어스프레이 (1988년 영화)》